# Calyptraeus menglaensis
Calyptraeus menglaensis är en insektsart som beskrevs av Wang, Yunzhen 2001. Calyptraeus menglaensis ingår i släktet Calyptraeus och familjen torngräshoppor. Inga underarter finns listade i Catalogue of Life.